# 東秀紀
東 秀紀（あずま ひでき、1951年3月27日 - ）は、作家、建築・都市史家。東京都立大学特任教授。英国王立都市計画家協会正会員。一級建築士資格所有。2001年日本建築学会文化賞を受賞。日本文藝家協会正会員。

## 略歴
和歌山県生まれ。1969年早稲田大学高等学院卒業、1973年早稲田大学理工学部建築学科卒業。NKK(日本鋼管、現JFEスチール・JFEエンジニアリング）に入社後、ロンドン大学ユニバーシティ・カレッジ・ロンドン建築環境学部都市計画学コース大学院に留学、博士前期課程修了。
海外留学での知見をもととし、都市計画と文学をからませた『漱石の倫敦、ハワードのロンドン』、『荷風とル･コルビュジエのパリ』などの著作を執筆したのち、1994年『鹿鳴館の肖像』で歴史文学賞を受賞し、小説家としてもデビュー。その後『東京駅の建築家：辰野金吾伝』、『ヒトラーの建築家』、『異形の城』、『東京の都市計画家：高山英華』など、主に専門である建築や都市計画の知識を活かした著作を発表。
NKKで都市総合研究所長を務めた後、2004年清泉女学院大学教授（-2009）、2009年首都大学東京教授。2016年定年退職。現在、東京都立大学特任教授。

## 受賞歴
- 1995年 第19回歴史文学賞（『鹿鳴館の肖像』）[1]
- 2001年 日本建築学会文化賞[1]
- 2004年 IBS（計量計画研究所）フェローシップ[1]
- 2011年 稲門建築会特別功労賞[1][2]

## 活動リスト

### 著書
- 『漱石の倫敦、ハワードのロンドン 田園都市への誘い』（1991年、中公新書）
- 『二つの東京物語』（1994年8月、講談社、新潮学芸賞最終候補）
- 『荷風とル・コルビュジエのパリ』（1998年2月、新潮選書）
- 『ヒトラーの建築家』（2000年9月、日本放送出版協会）
- 『東京駅の建築家 辰野金吾伝』（2002年9月、講談社、新田次郎文学賞最終候補）
- 『「サッチャリズムの都市計画」の特徴と成果、問題点の考察』（2004年、計量計画研究所）
- 『東京の都市計画家高山英華』（2010年6月、鹿島出版会）
- 『アガサ・クリスティーの大英帝国』（2017年5月、筑摩選書、日本推理作家協会賞：研究評論部門最終候補）

共著　
- 『近代日本の異色の建築家』（近江栄、藤森照信ほか共著、1984年9月、朝日新聞社）
- 『21世紀イギリス文化を知る事典』（徳仁親王、出口保夫ほか共著、2009年4月、東京書籍）
- 『『明日の田園都市』への誘い』（風見正三、橘裕子、村上暁信共著、2001年10月、彰国社）
- 『よくわかる観光学３:文化ツーリズム学』（菊地俊夫、松村公明ほか共著、2016年3月、朝倉書店）

### 小説
- 『鹿鳴館の肖像』（1996年9月、新人物往来社、歴史文学賞）
- 『優しい侍』（1999年8月、講談社）
- 『もう一つの『舞姫』』（1999年10月、新人物往来社）
- 『異形の城』（2003年9月、講談社）
- 『陽が開くとき　幕末オランダ留学生伝』（2005年12月、日本放送出版協会）

### テレビ出演
- 世紀をつなぐ橋：日本橋100年物語（2011年10月23日、テレビ東京）
- 東京駅復活大作戦（2012年9月29日、NHKテレビ）
- ガリレオX「東京駅がよみがえった」(2012年10月28日、BSフジ）
- 英雄たちの選択「聖武天皇：未完の遷都計画」（2015年5月14日、NHK-BS2）
- 英雄たちの選択「なぜ家康は江戸を選んだのか」（2015年6月11日、NHK-BS2）